# Rogers Corporation
Rogers Corporation és una empresa de materials d'enginyeria especialitzada amb seu a Chandler, Arizona.

## Història
El 1832, l'empresa va ser fundada per Peter Rogers com a Rogers Paper Manufacturing Company. Actualment, l'empresa està formada per dos segments de negoci: Advanced Electronics Solutions i Elastomeric Material Solutions. La companyia va cotitzar a la Borsa de Nova York l'abril del 2000.

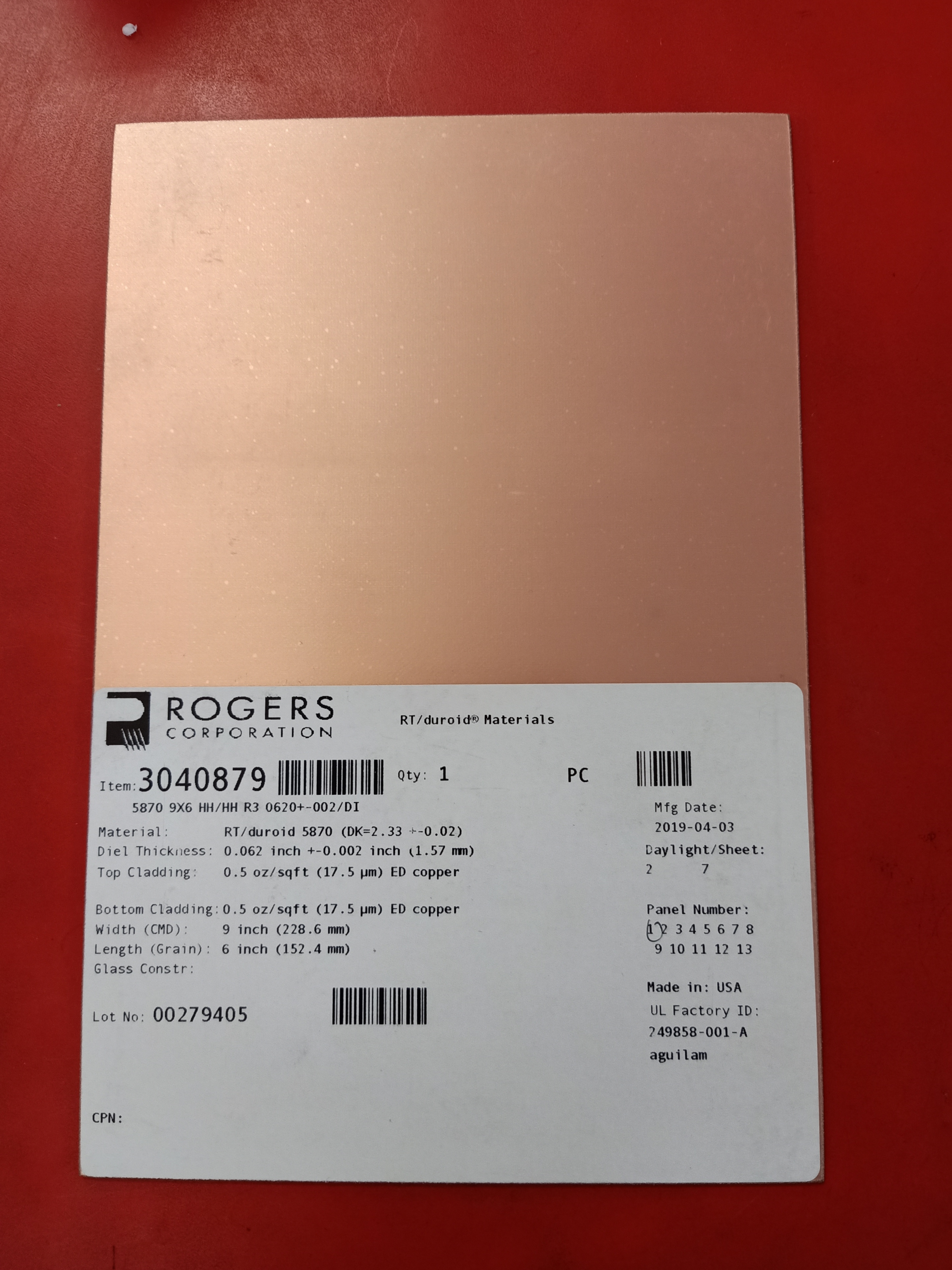
Material PCB Duroid

El 2004, Rogers va iniciar Rogers Technologies Suzhou Company Ltd, una filial de propietat total, ubicada a Suzhou, Xina. Rogers va obrir la seva primera instal·lació a Suzhou l'any 2002, afegint capacitat de fabricació dels seus productes laminats de rodets i d'alta freqüència. Una segona instal·lació de fabricació es va obrir el 2003.
El 2011, Rogers va comprar Curmik® Electronics amb seu a Alemanya, un fabricant de substrats electrònics de potència.
El 2016, Rogers va anunciar que traslladaria la seva seu del poble de Rogers a Killingly, Connecticut, a Chandler, Arizona.
El novembre de 2021, DuPont va anunciar que tenia la intenció d'adquirir Rogers en un acord valorat en 5.200 milions de dòlars. L'acord ha estat aprovat per tots els reguladors necessaris, excepte per l'Administració estatal per a la regulació del mercat de la República Popular de la Xina. A causa del gran retard que van presentar les autoritats xineses, DuPont va rescindir l'adquisició de Rogers i va acceptar pagar una taxa de cancel·lació de 162,5 milions de dòlars.
A partir del 2023, Rogers té ubicacions als Estats Units, la Xina, Alemanya, Hongria, Bèlgica, Corea, Japó, Singapur, Taiwan i el Regne Unit.

## Productes i tecnologia
El negoci Advanced Electronics Solutions de Rogers ofereix solucions de materials avançades per permetre la integritat del senyal, la gestió del senyal de radiofreqüència (RF), l'eficiència energètica, la distribució d'energia i la gestió tèrmica. Aquesta unitat de negoci ofereix productes que inclouen laminats d'alta freqüència, bondplys, preimpregnats, solucions de refrigeració, substrats ceràmics i barres colectores.
El negoci de Solucions de material elastomèric de Rogers ofereix materials d'enginyeria d'alt rendiment, com ara escumes de poliuretà PORON®, silicones de rendiment BISCO®, silicones personalitzades ARLON®, pel·lícules i cintes DeWAL™ PTFE i UHMW i materials de mitigació d'impactes extrems XRD®.
Rogers ofereix materials de refrigeració líquid dissenyats per dissipar grans quantitats de calor i proporcionar una gestió tèrmica de díodes làser d'alta potència i altres dispositius òptics que generen calor. Les estructures de refrigeració són canals de làmina de coure units en un bloc ajustat, amb capes d'aïllament de nitrur d'alumini (AlN) afegits per obtenir un rendiment addicional.
Rogers fabrica poliuretà microcel·lular industrial de la marca PORON®.
El març de 2020, Rogers va presentar una queixa contra ElastaPro per violacions de secrets comercials, al·legant que aquesta empresa havia obtingut il·legalment les formulacions tècniques i el coneixement de fabricació de Rogers.